# Лілі Мей Перрі
Лілі Мей Перрі (англ. Lily May Perry; 5 січня 1895, Гейвлок — 11 березня 1992, Гінгем) — канадсько-американська жінка-ботанік. Працювала у дендрарії Арнольда та відома завдяки детальному зібранню інформації про лікарські рослини Східної та Південно-Східної Азії та флори Нової Гвінеї. Перрі також є третьою за кількістю видів названих наземних рослин серед жінок-вчених, загалом назвала 414 видів.

## Життєпис
Лілі Мей Перрі народилася в Канаді, у Нью-Брансвіку, 5 січня 1895 року. Вона навчалася в школі, а потім у коледжі в Фредериктоні. Після цього Лілі Мей протягом декількох років працювала шкільною вчителькою. Продовжила навчання в університеті Акадія, який закінчила 1921 року зі спеціалізацією з біології, і в коледжі Редкліфф у Кембриджі (Массачусетс)  .
Закінчивши коледж, Лілі Мей від 1925 до 1930 року працювала асистенткою в гербарії Грея в Гарвардському університеті. Влітку 1929 року вона, разом з Мюріел Роско з Гарвардського університету, вирушила в ботанічну експедицію на острів Святого Павла, розташований між північним краєм Нової Шотландії і Ньюфаундлендом. У той час подібна подорож двох жінок без супроводу на таку велику відстань була нечуваною. Протягом літа їм вдалося зібрати 2360 зразків флори, а підсумком експедиції стала публікація «Судинна флора острова Святого Павла» («The Vascular Flora of St. Paul Island», 1931).
1930 року Перрі почала роботу над докторською дисертацією в університеті Вашингтона в Сент-Луїсі і 1932 року захистила її. Темою роботи був огляд північноамериканських видів роду Вербена. Попри видатні академічні досягнення, Перрі не могла знайти постійної роботи в Канаді. У підсумку вона повернулася в Кембридж, де відновила свою роботу асистентом у гербарії. Крім того, Перрі працювала в дендрарії Арнольда. 1938 року вона прийняла американське громадянство.
Під час перебування в Кембриджі Лілі Мей Перрі співпрацювала з ботаніком Елмером Дрю Мерріллом. Їхня спільна робота почалася з публікації 1937 року про родину Myrtaceae і тривала до 1953 року. Робота Перрі в Гарварді тривала до 1964 року. За цей час вона написала монографію «Використання рослин південно-східної Азії в медицині» (The Medicinal Uses of Plants of Southeastern Asia), опубліковану 1980 року.
Лілі Мей Перрі померла 1992 року в Гінгемі (Массачусетс).

## Окремі публікації
- Perry, Lily M. (1929), A Tentative Revision Of Alchemilla § Lachemilla, Contributions from the Gray Herbarium of Harvard University, 84 (84): 1, 3—57, JSTOR 41764062
- Perry, Lily M. (1933). A revision of the North American species of Verbena. «Annals of the Missouri botanical garden.» 20(2):239-362. [Архівовано 7 жовтня 2021 у Wayback Machine.]
- Perry, Lily M. (1933). The vascular flora of St. Paul Island, Nova Scotia. «Rhodora.» 33(389):105-132. [Архівовано 7 жовтня 2021 у Wayback Machine.]
- H.J.(trans. L.M. Perry). (1945). Fragmenta Papuana: observations of a naturalist in the Netherlands New Guinea. Sargentia. 5:1-197.
- Perry, Lily M. (1980). Medicinal Plants of East and Southeast Asia: Attributed Properties and Uses. Cambridge: MIT Press.

Колекція її статей зберігається в бібліотеці дендрарію Арнольда.